# Dječja pjesma Eurovizije 2023.
██ Zemlje koje su sudjelovale na natjecanje 2023 godine
██ Zemlje koje su sudjelovale u prošlosti, no neće 2023.
Dječja pjesma Eurovizije 2023. bio je 21. izdanje Dječja pjesma Eurovizije, koje organizira Europska radiodifuzna unija (EBU) i domaćin France Télévisions. Natjecanje se održao 26. studenog 2023. u Palais Nikaïa u Nici, Francuska, nakon pobjede zemlje u 2022. godine s pjesmom "Oh maman!" od Lissandra. Ovo je drugi put da je Francuska bio domaćin Dječjeg natjecanja za pjesmu Eurovizije, a prvi je bio u Parizu 2021. godine.
Šesnaest zemalja su sudjelovale u natjecanju, pri čemu Estonija sudjeluje po prvi put i Njemačka koja se vraća nakon izostanka s prethodnog izdanja, dok Kazahstan i Srbija nisu sudjelovale.  Ovo je bio prvi put da svi članovi "Velika petorka" s Pjesme Eurovizije zajedno sudjeluju na juniorskom natjecanju.
Francuskinja Zoé Clauzure bila je pobjednica natjecanja s pjesmom "Cœur", čime je Francuska postala druga zemlja koja je pobijedila na Dječjoj pjesmi Eurovizije dvije godine zaredom i to na domaćem terenu.  Španjolska, Armenija, Ujedinjeno Kraljevstvo i Ukrajina završile su prvih pet, dok je Irska po prvi put zauzela zadnje mjesto.

## Lokacija
Natjecanje se održao u Palais Nikaïu u Nici, višenamjenskoj koncertnoj dvorani.

### Faza nadmetanja i odabir grada domaćina
Za razliku od Pjesme Eurovizije, zemlja pobjednica nije automatski dobila pravo domaćina sljedećeg natjecanja.  Međutim, od 2019., domaćin svakog natjecanja bila je zemlja pobjednica prethodne godine, a od 2011. (s izuzetkom 2012. i 2018., zemlja pobjednica je imala pravo prvokupa na domaćinstvo sljedećeg natjecanja.  U 2015. Italija je dobila mogućnost domaćina, ali je na kraju odustala od toga.
Nakon pobjede Francuske u 2022., šefica francuske delegacije Alexandra Redde-Amiel i glavna direktorica France Télévisions Delphine Ernotte otkrile su da ta zemlja želi biti domaćin natjecanja 2023. godine. 3. travnja 2023. EBU i France Télévisions objavili su da će se natjecanje održati u Nici.

## Format

### Produkcija
Za natjecanje 2023. postoji novi protokol za sigurnost djece usmjeren na dobrobit sudionika.  Prema riječima voditeljice španjolske delegacije Ane Maríje Bordas, nastoji se ponuditi transparentnost u natjecanju i vratiti posebno nordijske zemlje na natjecanje koje su bile kritične prema sigurnosti djece na događaju.

### Vizualni dizajn
Natjecanje 2023. prvo je izdanje Dječje pjesme Eurovizije koje u svoj generički logo uključuje moderno srce Eurovizije, koje se od 2015. koristi na natjecanju za odrasle. Ažuriranje je otkriveno tijekom najave grada domaćina 3. travnja 2023.
Tijekom tiskovne konferencije Europska radiodifuzna unija 10. svibnja 2023. u Liverpoolu, gdje se održava Pjesma Eurovizije 2023., Alexandra Redde-Amiel, voditeljica francuske eurovizijske delegacije, najavila je slogan natječaja "Heroes". Popratna tematska umjetnost predstavljena je 29. kolovoza, a prikazuje izgled ulične umjetnosti temeljen na mrljama boje, krede, praha i vatrometa koji "donosi modernost i obraća se svim generacijama". Scenografija, predstavljena 27. rujna, sadrži 12 metara visok LED zaslon u obliku krila, "odražavajući želju za odlijetanjem, stvaranjem i maštanjem".

### Voditelji
Laury Thilleman, Olivier Minne, i Ophenya su bili voditelji emisije. Minne je prethodno bila sudomaćin natjecanja 2021. Ophenya, francuska influencerica, služila je kao "digitalna veleposlanica", kreirajući sadržaj za kanale društvenih medija Eurovizije a također će pratiti Minne i Thillemana na pozornici.
Ceremonija otvaranje, koje je održano 20. studenoga u Hotelu Negresco, vodili su Carla Lazzari, predstavnica Francuske na Dječji pjesme Eurovizije 2019., i Manon Théodet. Tijekom ceremonije svaku su delegaciju dočekale Laura Tenoudji i Ophenya, "digitalna veleposlanica" izdanja 2023., a ždrijeb je obavljen, prema tradiciji.  Na ovoj svečanosti obavljen je ždrijeb kojim je određena pozicija zemlje domaćina (Francuska) te koja će država otvoriti i zatvoriti smotru. Na ceremoniji su također francuski dječji eurovizijski predstavnici iz 2018. izveli ulomke iz svojih prijava.

### Razglednice
Natjecatelji su bili prikazani u video uvodu s "razglednice", smještenom na drugoj lokaciji u Nici. Svaka razglednica započinjala je djetetom koje sudjeluje u aktivnosti po vlastitom izboru i suočava se s neuspjehom koji ih obeshrabruje, prije nego što ih nadolazeći izvođač, koji stoji na vrhu zgrade, osnaži da izvrše svoj zadatak.  Na kraju svake razglednice djeca koja su sudjelovala u navedenoj aktivnosti kreativno su osmislila zastavu zemlje predstavnice nadolazećeg izvođača, nakon čega se ista prenijela na pozornicu.
- Albanija - Stari grad u Nici
- Armenija - Promenade de Paillon
- Estonija - Lijepa opera
- Francuska - Rue Rossetti, stari grad u Nici
- Gruzija - Promenade des Anglais
- Irska - Place Masséna
- Italija - Stari grad u Nici
- Malta - Promenade des Anglais
- Nizozemska - Promenade des Anglais
- Njemačka - Hotel Negresco
- Poljska - Palais Municipal
- Portugal - brdo u Nici
- Sjeverna Makedonija - staza za trčanje u Nici
- Španjolska - Teniski klub Nice Giordan
- Ujedinjeno Kraljevstvo - Luka Nice
- Ukrajina - Gare du Sud

## Zemlje sudionice
Događaj se održao 26. studenog 2023. u 16:00 sati. Sudjelovao je šesnaest zemalja, a redoslijed je objavljen 20. studenog 2023. Sve zemlje koje se natječu imao je pravo glasovanja putem glasovanja žirija, kao i zemlje sudionice i zemlje koje ne sudjeluju u skupnom međunarodnom online glasovanju.
Na otvaranju smotre održao se tradicionalni defile zastava uz remiks pjesme "Makeba", a svi sudionici su izvestili zajedničku pjesmu "Heroes".  U pauzi je Lissandro izvijestio svoju pobjedničku pjesmu "Oh maman!".  Zatim, nakon kratkog pojavljivanja francuske TikTok zvijezde Van Toana, Amir izvestio je mješavinu "J'ai cherché", s kojom je predstavljao je Francusku na Pjesmi Eurovizije 2016., i njegov novi singl "Il y a".  Bivši francuski sudionici dječje Eurovizije Valentina, Enzo i Lissandro zatvorio je interval izvedbom dobrotvornog singla "We Are the World" u znak podrške Non-Violence Projektu.
Tijekom događaja došlo je do tehničkog problema u kojem se LED ekran naglo ugasio tijekom nastupa Portugala;  Portugalki Júliji Machado ponuđena je prilika za ponovni nastup, ali je portugalsko izaslanstvo odustalo od toga jer to nije utjecalo na njenu glasovnu izvedbu. Za službeno učitavanje portugalskog unosa na YouTube korištena je snimka iz prethodne večeri.
| R/O | Zemlja                 | Izvođač            | Naziv pjesme           | Plasman | Bodovi | Prijevod na hrvatski    |
| --- | ---------------------- | ------------------ | ---------------------- | ------- | ------ | ----------------------- |
| 1   | Španjolska             | Sandra Valero      | "Loviu"                | 2.      | 201    |                         |
| 2   | Malta                  | Yulan              | "Stronger"             | 10.     | 94     | Jače                    |
| 3   | Ukrajina               | Anastasia Dymyd    | "Kvitka"               | 5.      | 128    | Cvijet                  |
| 4   | Irska                  | Jessica McKean     | "Aisling"              | 16.     | 42     | San                     |
| 5   | Ujedinjeno Kraljevstvo | Stand Uniqu3       | "Back to Life"         | 4.      | 160    | Natrag u život          |
| 6   | Sjeverna Makedonija    | Tamara Grujeska    | "Kaži mi, kaži mi koj" | 12.     | 76     | Reci mi, reci mi tko    |
| 7   | Estonija               | Arhanna            | "Hoiame kokku"         | 15.     | 49     | Držati se zajedno       |
| 8   | Armenija               | Yan Girls          | "Do It My Way"         | 3.      | 180    | Učini to na moj način   |
| 9   | Poljska                | Maja Krzyżewska    | "I Just Need a Friend" | 6.      | 124    | Samo mi treba prijatelj |
| 10  | Gruzija                | Anastasia i Ranina | "Over the Sky"         | 14.     | 74     | Preko neba              |
| 11  | Portugal               | Júlia Machado      | "Where I Belong"       | 13.     | 75     | Gdje pripadam           |
| 12  | Francuska              | Zoé Clauzure       | "Cœur"                 | 1.      | 228    | Srce                    |
| 13  | Albanija               | Viola Gjyzeli      | "Bota ime"             | 8.      | 115    | Moj svijet              |
| 14  | Italija                | Melissa i Ranya    | "Un mondo giusto"      | 11.     | 81     | Pravedan svijet         |
| 15  | Njemačka               | Fia                | "Ohne Worte"           | 9.      | 107    | Bez riječi              |
| 16  | Nizozemska             | Sep i Jasmijn      | "Holding On to You"    | 7.      | 122    | Držeći se za tebe       |

### Umjetnici koji se vraćaju
Sophie Lennon, koja je predstavljala Irsku na prošlom izdanju dječje pjesme Eurovizije 2022., pridružila je Jessici McKean na pozornici.

### Druge zemlje
Da bi neka zemlja imala pravo potencijalnog sudjelovanja na Dječjoj pjesmi Eurovizije, osim Australije i Kazahstana, mora biti aktivna članica EBU-a. Prije objave popisa sudionika od strane EBU-a, aktivnih emitera članica EBU-a itd. Austriji, Azerbejdžan, Belgiji (i VRT i RTBF), Cipar, Češkoj Republici, Danskoj, Finskoj, Islandoj, Izrael, Latviji, Litvi, Luksemburg, Moldaviji, Norveškoj, Rumunjskoj, San Marinu, Srbiji, Slovačkoj, Sloveniji, Švedskoj i Švicarskoj, kao i pridruženi članovi u Australiji i Kazahstan, potvrdili da neće sudjelovati u događaju.

### Izlagači glasova
12 bodova žirija objavio je uživo glasnogovornik svake zemlje.  Zemlje koje nisu dale vlastitog glasnogovornika svojih 12 točaka najavio je učenik Međunarodne škole u Nici. Poznati glasnogovornici su sljedeći:
1. Španjolska – Juan Diego Álvarez[54]
2. Malta – Gaia Gambuzza[55]
3. Ukrajina – Zlata Dziunka[56]
4. Poljska – Gabrysia Wojciechowicz[57]
5. Gruzija – Mariam Bigvava[58]
6. Francuska – Enzo[59]
7. Nizozemska – Luna Sabella[60]

## Detaljni rezultati glasovanja
| Plasman | Kombinirano            | Kombinirano | Žiri                   | Žiri   | Online glasovanje      | Online glasovanje |
| Plasman | Zemlja                 | Bodovi      | Zemlja                 | Bodovi | Zemlja                 | Bodovi            |
| ------- | ---------------------- | ----------- | ---------------------- | ------ | ---------------------- | ----------------- |
| 1       | Francuska              | 228         | Francuska              | 136    | Francuska              | 92                |
| 2       | Španjolska             | 201         | Armenija               | 116    | Španjolska             | 86                |
| 3       | Armenija               | 180         | Španjolska             | 115    | Ukrajina               | 83                |
| 4       | Ujedinjeno Kraljevstvo | 160         | Ujedinjeno Kraljevstvo | 102    | Njemačka               | 74                |
| 5       | Ukrajina               | 128         | Albanija               | 70     | Nizozemska             | 70                |
| 6       | Poljska                | 124         | Poljska                | 69     | Armenija               | 64                |
| 7       | Nizozemska             | 122         | Nizozemska             | 52     | Ujedinjeno Kraljevstvo | 58                |
| 8       | Albanija               | 115         | Malta                  | 51     | Poljska                | 55                |
| 9       | Njemačka               | 107         | Ukrajina               | 45     | Gruzija                | 53                |
| 10      | Malta                  | 94          | Sjeverna Makedonija    | 37     | Albanija Portugal      | 45                |
| 11      | Italija                | 81          | Italija                | 37     | Albanija Portugal      | 45                |
| 12      | Sjeverna Makedonija    | 76          | Njemačka               | 33     | Italija                | 44                |
| 13      | Portugal               | 75          | Portugal               | 30     | Estonija Malta         | 43                |
| 14      | Gruzija                | 74          | Gruzija                | 21     | Estonija Malta         | 43                |
| 15      | Estonija               | 49          | Irska                  | 8      | Sjeverna Makedonija    | 39                |
| 16      | Irska                  | 42          | Estonija               | 6      | Irska                  | 34                |

|           |                        | Uk. bodovi | Žiri | Ukupni bodovi teleglasanja | Glasovi žirija | Glasovi žirija | Glasovi žirija | Glasovi žirija | Glasovi žirija | Glasovi žirija | Glasovi žirija | Glasovi žirija | Glasovi žirija | Glasovi žirija | Glasovi žirija | Glasovi žirija | Glasovi žirija | Glasovi žirija | Glasovi žirija | Glasovi žirija | Glasovi žirija | Glasovi žirija | Glasovi žirija |
|           |                        | Uk. bodovi | Žiri | Ukupni bodovi teleglasanja |                |                |                |                |                |                |                |                |                |                |                |                |                |                |                |                |                |                |                |
|           |                        | Uk. bodovi |      |                            |                |                |                |                |                |                |                |                |                |                |                |                |                |                |                |                |                |                |                |
| Sudionici | Španjolska             | 201        | 115  | 86                         |                | 6              | 5              |                | 8              | 10             | 12             | 6              | 2              | 12             |                | 12             | 10             | 12             | 10             | 10             |                |                |                |
| Sudionici | Malta                  | 94         | 51   | 43                         |                |                | 3              |                | 4              |                |                | 12             | 3              |                | 7              | 10             | 4              | 6              | 2              |                |                |                |                |
| Sudionici | Ukrajina               | 128        | 45   | 83                         | 1              |                |                | 3              | 1              | 3              | 4              |                | 5              | 6              |                |                | 8              | 2              | 7              | 5              |                |                |                |
| Sudionici | Irska                  | 42         | 8    | 34                         |                |                |                |                |                |                |                |                |                | 3              | 4              | 1              |                |                |                |                |                |                |                |
| Sudionici | Ujedinjeno Kraljevstvo | 160        | 122  | 58                         | 10             | 10             | 12             | 4              |                | 7              | 6              | 8              | 8              |                | 1              | 4              | 12             | 8              | 5              | 7              |                |                |                |
| Sudionici | Sjeverna Makedonija    | 76         | 37   | 39                         | 2              | 2              | 2              | 1              |                |                |                | 1              | 10             |                | 6              | 5              | 1              |                | 4              | 3              |                |                |                |
| Sudionici | Estonija               | 94         | 51   | 43                         |                | 6              | 6              | 7              | 3              | 8              |                | 4              | 7              |                |                | 4              | 1              | 5              |                |                |                |                |                |
| Sudionici | Armenija               | 161        | 114  | 47                         | 8              | 12             | 7              | 6              | 10             | 5              | 2              |                | 2              | 8              | 10             | 5              | 10             | 7              | 12             | 10             |                |                |                |
| Sudionici | Poljska                | 150        | 88   | 62                         | 7              | 10             |                | 12             | 6              | 10             |                | 2              |                | 7              | 3              | 6              | 4              | 12             | 2              | 7              |                |                |                |
| Sudionici | Gruzija                | 54         | 12   | 42                         | 1              |                |                |                |                |                |                |                | 5              |                |                |                |                | 4              |                | 2              |                |                |                |
| Sudionici | Portugal               | 137        | 59   | 78                         | 3              | 1              | 2              | 10             | 1              | 4              | 4              | 1              | 1              | 5              |                | 12             | 2              | 1              | 8              | 4              |                |                |                |
| Sudionici | Francuska              | 146        | 66   | 80                         | 6              | 3              | 1              | 1              | 8              | 7              | 6              | 8              |                | 2              | 4              |                | 3              |                | 5              | 12             |                |                |                |
| Sudionici | Albanija               | 121        | 51   | 70                         | 4              | 4              | 5              |                | 7              | 6              |                | 7              |                | 6              | 7              | 1              |                |                | 4              |                |                |                |                |
| Sudionici | Italija                | 92         | 41   | 51                         | 10             | 8              |                |                | 2              |                |                | 3              | 8              | 1              | 1              | 3              | 5              |                |                |                |                |                |                |
| Sudionici | Njemačka               | 180        | 110  | 70                         | 5              | 2              | 12             | 4              |                | 12             | 5              | 5              | 10             | 12             | 12             | 8              | 7              | 8              |                | 8              |                |                |                |
| Sudionici | Nizozemska             | 111        | 47   | 64                         |                | 7              | 10             | 3              |                |                | 3              | 6              | 6              |                |                | 2              | 8              | 2              |                |                |                |                |                |

### Dodijeljenih 12 bodova
| # | Zemlje koje su dobile 12bodova | Države koje su dodijelile 12 bodova                   |
| - | ------------------------------ | ----------------------------------------------------- |
| 4 | Armenija                       | Francuska, Kazahstan, Sjeverna Makedonija, Španjolska |
| 4 | Francuska                      | Irska, Italija, Nizozemska, Portugal                  |
| 2 | Gruzija                        | Armenija, Poljska                                     |
| 2 | Irska                          | Malta, Srbija                                         |
| 2 | Italija                        | Albanija, Gruzija                                     |
| 1 | Španjolska                     | Ujedinjeno Kraljevstvo                                |
| 1 | Ujedinjeno Kraljevstvo         | Ukrajina                                              |

## Prijenos
Svi emiteri koji sudjeluju mogu izabrati da imaju komentatore na licu mjesta ili na daljinu koji lokalnoj publici pružaju uvid i informacije o glasovanju.  Europska radiodifuzna unija također je omogućila međunarodne prijenose natjecanja uživo putem svog službenog YouTube kanala bez komentara.
| Država                 | TV kuća                               | Komentator(i)                        | Ref.                 |
| ---------------------- | ------------------------------------- | ------------------------------------ | -------------------- |
| Albanija               | RTSH 1                                | Andri Xhahu                          | [ 61 ] [ 62 ]        |
| Armenija               | AMPTV, 1TV                            | Hamlet Arakelyan i Hrachuhi Utmazyan | [ 63 ]               |
| Estonija               | ETV2                                  | Marko Reikop                         | [ 64 ]               |
| Estonija               | ETV+                                  | Aleksandr Hobotov i Julia Kalenda    | [ 65 ]               |
| Francuska              | France 2                              | Stéphane Bern i Carla Lazzari        | [ 66 ] [ 67 ]        |
| Gruzija                | GPB, 1TV                              | Nikoloz Lobiladze                    | [ 68 ] [ 69 ]        |
| Irska                  | TG4                                   | Sinéad Ní Uallacháin                 | [ 70 ]               |
| Italija                | Rai 1                                 | Mario Acampa                         | [ 71 ] [ 72 ] [ 73 ] |
| Malta                  | TVM                                   | Bez komentara                        | [ 74 ]               |
| Nizozemska             | NPO Zapp putem NPO 3                  | Bart Arens i Matheu Hinzen           | [ 75 ] [ 76 ]        |
| Njemačka               | KiKA                                  | Consi                                | [ 77 ]               |
| Poljska                | TVP1, TVP Polonia, TVP ABC            | Aleksander Sikora                    | [ 78 ] [ 79 ]        |
| Portugal               | RTP1, RTP Internacional, RTP África   | Nuno Galopim i Iolanda Ferreira      | [ 80 ] [ 81 ]        |
| Sjeverna Makedonija    | MRT 1                                 | Eli Tanaskovska                      | [ 82 ]               |
| Španjolska             | RTVE, La 1, TVE Internacional, TVE 4K | Julia Valera i Tony Aguilar          | [ 83 ] [ 84 ]        |
| Ujedinjeno Kraljevstvo | BBC Two, CBBC, BBC iPlayer            | Lauren Layfield i Hrvy               | [ 85 ] [ 86 ]        |
| Ukrajina               | Suspilne Kultura                      | Timur Miroshnychenko                 | [ 87 ] [ 88 ]        |

| Država    | TV kuća        | Komentator(i)                 | Ref.          |
| --------- | -------------- | ----------------------------- | ------------- |
| Kazahstan | Khabar TV      | Erdana Erjanuly i Dinara Sadu | [ 89 ] [ 90 ] |
| Litva     | LRT televizija | Ramūnas Zilnys                | [ 91 ] [ 92 ] |

## Vanjske poveznice
- Službena web-stranica